# ОФК Никшић
ОФК Никшић, црногорски је фудбалски клуб из Никшића, који је основан 2004. године. У сезони 2022/23. такмичио се у Другој лиги Црне Горе, гдје је по завршетку јесењег дијела сезоне под сумњивим околностима добровољно иступио из такмичења, што је у фудбалској јавности оцијењено као резултат корупције. Тужилаштво Црне Горе и Управа полиције нису спроводили истрагу по основу ових оптужби, а Фудбалски савез је казнио клуб тако што је враћен у Трећу лигу и не може да напредује у виши степен током двије сезоне.

## Историја
Клуб је основан 2004. године, а од тада па до 2022. године такмичио се у Трећој лиги Црне Горе, када је по први пут изборио пласман у већи ранг такмичења. Осим сениорске екипе, ОФК Никшић од осталих категорија има селекције пјетлића и пионира.
Од свог настанка клуб је изњедрио велики број професионалних фудбалера који су стекли афирмацију у већим црногорским клубовима, као и у иностранству.
Клуб је постао познат по организацији међународног турнира „Фудбал Да, дрога Не” који се традиционално одржава на Стадиону под Требјесом у Никшићу.